# Albert H. Roberts
Albert Houston Roberts (4 de julho de 1868 - 25 de junho de 1946) foi um político, educador e jurista americano. O 33º Governador do Tennessee, com mandato de 1919 a 1921, também foi juiz da Corte de Justiça do Tennessee e diretor do Alpine Institute (uma escola missionária presbiteriana). Ele é mais lembrado por chamar a sessão especial da Assembleia Geral do Tennessee que ratificou a 19ª emenda constitucional, que atribuiu às mulheres o direito ao voto, em agosto de 1920. O apoio de Roberts e suas iniciativas de alteração de uma reforma tributária impopular dividiu o partido democrático do Estado e condenou suas chances de reeleição.

## Início de vida
Roberts nasceu na Alpine community no Condado de Overton, Tennessee, filho de John e Sarah (Carlock) Roberts. Em 1881, sua família mudou-se para Columbus, Kansas. Voltando para o Tennessee em 1886, onde frequentou o Hiwassee College, conquistando seu Bachelor of Arts em 1889. Em 1891, tornou-se diretor da Alpine Academy em seu nativo Condado de Overton. Ele mudou o nome da escola para "Alpine Institute.".
Roberts foi admitido para advocacia em 1894 e exerceu a profissão no vizinho Condado de Livingston. Em 1910, foi eleito Chanceler Judicial da 4ª comarca, que englobava quinze condados do Tennessee central. Ele serviu como um assessor de Benton McMillin na fracassada campanha para governador de 1912 e procurou sem sucesso a nomeação do Partido Democrata para governador em 1914, perdendo para Tom Rye.

## Governador do Tennessee
Em 1918, Roberts novamente buscou a nomeação democrata para governador na esperança de suceder Rye, que estava em fim de mandato e não postulava a reeleição. Seu adversário para a indicação democrata era o reformista da educação Austin Peay. Roberts ganhou o apoio dos líderes do partido E. H. Crump, Hilary Howse e o editor do Nashville Banner E.B. Stahlman, então derrotou Peay nas primárias por 12.000 votos. Nas eleições gerais, Roberts derrotou o juiz Hugh B. Lindsay de Knoxville, recebendo 98.628 votos sobre 59.518, a taxa de participação pode ter sido influenciada pela epidemia de gripe daquele ano.
Entre os primeiros despachos de governo de Roberts foi sancionar a ratificação do estado para 18ª emenda constitucional, que implementou a proibição em todo o país. O Senado estadual votou em 28 para 2 em apoio para a ratificação, enquanto a câmara dos representantes do estado votou em 82 para 2 também favorável. O Tennessee foi o 23º Estado a ratificar a alteração.
Quando Roberts assumiu o cargo o Tennessee estava buscando solucionar a crescente dívida do estado, e possuía um código tributário desatualizado que favorecia os moradores rurais em detrimento dos urbanos. Roberts assinou uma legislação que autorizou a Comissão de estradas de ferro do estado para recolher impostos sobre utilidades e ferrovias, bem como deu poderes para proceder a uma reavaliação dos valores de propriedade. Também implementou uma "escala móvel" de bens pessoais tributáveis, com taxas de impostos reduzidas, resultando no aumento do montante da arrecadação de impostos. O novo código de imposto desagradou os agricultores e muitos líderes de negócios.

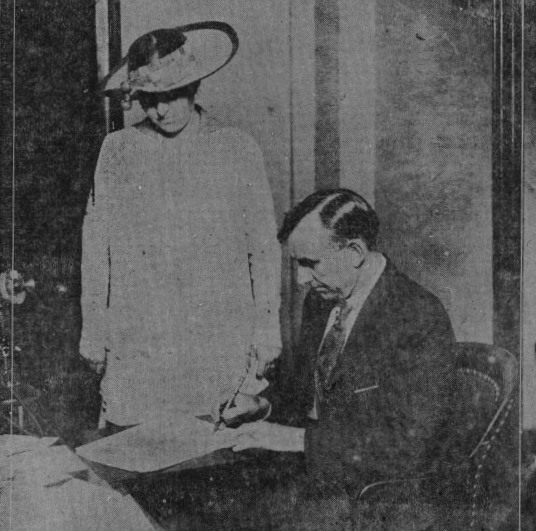
Roberts sancionando a ratificação da 19ª emenda constitucional dos Estado Unidos, em agosto de 1920.

Em 1919, greves iniciaram na Carter Shoe Company em Nashville e na Knoxville Railway and Light Company de Knoxville. Roberts disponibilizou a guarda do estado para reprimir as greves de ambas companhias e tentou organizar uma força policial repressiva no estado. Ele foi atacado por estas posturas pela Tennessee Federation of Labor (Federação do trabalho de Tennessee).
Por ter desprezado vários grupos dentro de seu próprio partido, ocasionou que Roberts fosse desafiado para a nomeação do partido para governador em 1920 pelo ex-prefeito de Chattanooga William Riley Crabtree. Junto com os ataques vindos de grupos de trabalhadores e agricultores, Roberts foi acusado pelo editor do Putnam County Herald E. L. Wirt de contratar um Secretário de "má reputação". Apesar destas acusações e a impopularidade geral de suas reformas fiscais, ele derrotou Crabtree com 67.886 votos sobre 44.853 na eleição primária de 5 de agosto do partido.
Em 9 de agosto, após sua vitória nas primárias, Roberts chamou uma sessão especial da Assembleia Geral, para considerar a ratificação da 19ª emenda constitucional, que atribuía às mulheres o direito ao voto. A alteração precisava ser ratificada em 36 Estados para tornar-se lei, e em agosto de 1920, 35 estados tinham ratificado, enquanto 8 rejeitado, e 5 (incluindo o Tennessee) precisavam ainda votar. O Senado do Estado aprovou a alteração por uma margem de 25 para 4, e por curta margem na câmara dos representantes do estado foi aprovada com uma votação de 50 para 46. Insatisfeitos os "anti-sufrágio feminino" tentaram apresentar uma liminar impedindo o sancionamento da votação do legislativo por Roberts, mas a Suprema Corte do Tennessee decidiu contra eles. Roberts sancionou a ratificação da emenda no estado em 24 de agosto de 1920.
O apoio de Roberts para a 19ª emenda trouxe louvor nacional, mas no Tennessee meramente afastou ainda mais os membros de seu próprio partido. Na campanha de eleição geral, o candidato republicano, Alfred A. Taylor, impiedosamente atacou as reformas tributárias de Roberts. Os democratas tentaram alimentar temores raciais criticando Taylor pelo apoio ao Lodge Bill (que fornecia proteção para os eleitores afrodescendentes) quando ele esteve no Congresso. No dia da eleição, Taylor derrotou Roberts por um resultado de 229.143 votos sobre 185.890.

## Últimos anos e morte
Após seu mandato como governador, Roberts exerceu a advocacia em Nashville, inicialmente em sociedade com James W. Cooper (1921–1925) e depois com seu filho, Albert H. Roberts Jr. (1925–1946). Ele morreu em Nashville em 25 de junho de 1946 e foi enterrado no cemitério Good Hope em Livingston, Tennessee.

## Família e legado

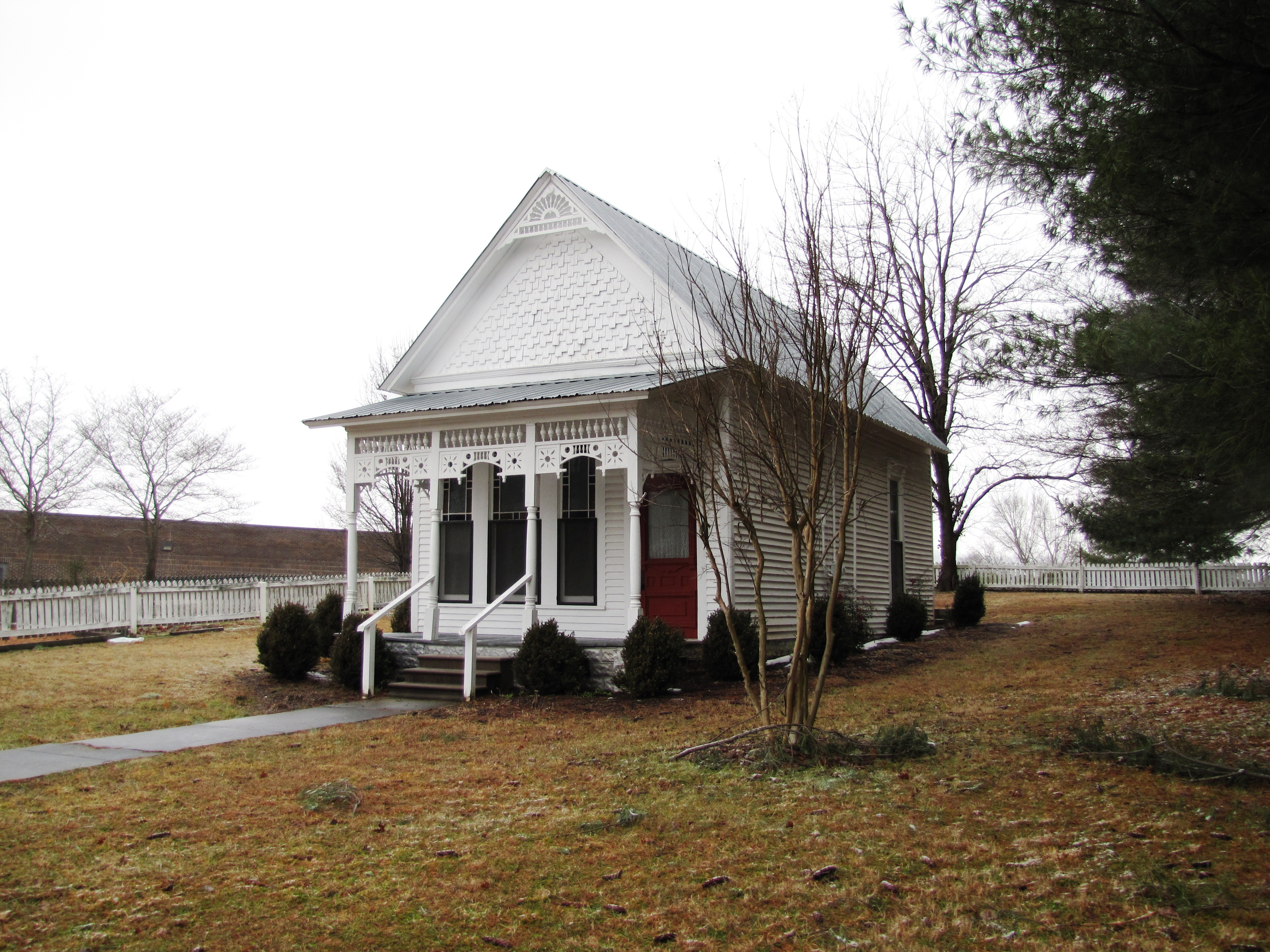
Escritório de advocacia de Roberts em Livingston, Tennessee.

Roberts casou-se com Nora Dean Bowden, em 1889. Lecionou música no Alpine Institute, e seu pai, Bailey, lecionou latim.
Em 1909, Roberts convenceu o Conselho de missões de discípulos de Cristo para estabelecer uma escola missionária, a Livingston Academy, em Livingston. Esta escola ainda está em atividade para área de Livingston. O Alpine Institute  permaneceu em operação até 1947, quando seus alunos foram transferidos para a Livingston Academy. Em 1987, a escola do Instituto fundiu-se com várias outras escolas de ensino regular para formar A. H. Roberts Elementary School, assim nomeada em sua homenagem. Vários prédios do Alpine Institute estão listados no Registro Nacional de lugares históricos.
O escritório de advocacia de Albert H. Roberts, um pequeno prédio construído por volta de 1885 e alugado por Roberts, de 1900 a 1913, ainda está na Main Street em Livingston. O edifício também foi listado no registro nacional e documentado pelo levantamento histórico de edifícios americanos.

## Fonte da tradução
- Este artigo foi inicialmente traduzido, total ou parcialmente, do artigo da Wikipédia em inglês cujo título é «Albert H. Roberts».